# میا تیریرا
میا تیریرا (انگلیسی: Meiya Tireira؛ زادهٔ ۱۵ آوریل ۱۹۸۶) بازیکن زن بسکتبال اهل مالی است.
وی در مسابقات کشوری و بین‌المللی در مجموع برندهٔ ۲ مدال برنز شده‌است.